# Cosmosoma auge
Cosmosoma auge là một loài bướm đêm thuộc phân họ Arctiinae, họ Erebidae.